# Torneo de Berlín 2021
El Bett1open 2021 fue un torneo de tenis jugado en canchas de césped al aire libre. Fue un torneo que pertenece a la categoría WTA 500 en el WTA Tour, fue la 94.ª edición del evento y el primer torneo desde 2008. El torneo estaba organizado para volver en 2020 pero debido a la Pandemia de COVID-19 se aplazó un año más. El evento tomó lugar en el Rot-Weiss Tennis Club en Berlín del 14 al 20 de junio.

## Cabezas de serie

### Individuales femenino
| Tenista           | Ranking | Preclasificada |
| Aryna Sabalenka   | 4       | 1              |
| Elina Svitólina   | 6       | 2              |
| Bianca Andreescu  | 7       | 3              |
| Karolína Plíšková | 10      | 4              |
| Belinda Bencic    | 11      | 5              |
| Garbiñe Muguruza  | 13      | 6              |
| Victoria Azárenka | 16      | 7              |
| Karolína Muchová  | 19      | 8              |

- Ranking del 12 de junio de 2021.[2]

### Dobles femenino
| Tenista                           | Ranking | Preclasificada |
| Nicole Melichar Demi Schuurs      | 19      | 1              |
| Shuko Aoyama Ena Shibahara        | 26      | 2              |
| Alexa Guarachi Desirae Krawczyk   | 32      | 3              |
| Victoria Azárenka Aryna Sabalenka | 52      | 4              |

## Campeones

### Individual femenino
Liudmila Samsónova venció a  Belinda Bencic por 1-6, 6-1, 6-3

### Dobles femenino
Victoria Azárenka /  Aryna Sabalenka vencieron a  Nicole Melichar /  Demi Schuurs por 4-6, 7-5, [10-4]